# Uí Ímair

Dublín en la Era vikinga.

La dinastía Uí Ímair.

Uí Ímair (Uí Ímhair) o Casa de Ivar, fue una extensa dinastía de caudillos escandinavos e hiberno-nórdicos que forjaron un imperio desde Escandinavia que tuvo su momento de apogeo a lo largo del siglo IX hasta mediados del siglo X, durante las conquistas y expansión nórdica hacia el oeste: Northumbria, el mar de Irlanda y el reino de Dublín, reino de Mann, Jórvik y la costa occidental de Escocia, incluidas las Hébridas y las Orcadas. 
Al carecer de fuentes fiables que confirmen los datos adquiridos por los historiadores, es particularmente difícil determinar los vínculos ya que la mayoría de fuentes históricas no han sobrevivido. Por otro lado, durante tres o cuatro décadas, hubo otros dominios regios contemporáneos cuya nobleza se vio involucrada en la trama dinástica como el reino de Escocia, que se diferenciaba del reino de Strathclyde que tenía su propia dinastía real, y brevemente más tarde la provincia de Munster, sometida desde Waterford, y más tarde aún, Mercia. Al oeste de Irlanda, la dinastía dio al menos dos reyes al reino de Limerick, que a su vez intentaron conquistar Munster de nuevo. Por el flanco femenino, los anales irlandeses citan al menos dos reinas consorte en el reino de Mide y Muster, y reinas de Leinster (y Osraige), y las fuentes escandinavas citan una reina consorte de Noruega bajo el reinado de Olaf Tryggvason. Finalmente otra rama pudo dio probablemente una reina de Brega. El nombre es irlandés antiguo, y significa nietos o descendientes de Ivar, pero la dinastía incluye al progenitor y sus hijos. Los anales irlandeses describen a Ivar como hermano de Amlaíb Conung y Auisle, y su obituario se recoge en los mismos anales en el año 873:
Imhar, rex Nordmannorum totius Hibernie & Brittanie, uitam finiuit.
«Ivar, rey de todos los escandinavos de Irlanda y Britania, acabó su vida.»
Existe la teoría, aún discutida entre historiadores, que fue el hijo de Ragnar Lodbrok, Ivar el Deshuesado quien fundó su propia dinastía; sus presuntos descendientes, la Casa de Godred Crovan, gobernaron como reyes de Mann y las islas desde el siglo XI hasta el siglo XIII, aunque actuaron como vasallos de los reyes de Noruega la mayor parte del tiempo. El historiador Alex Woolf resalta que es un error considerar el dominio de Uí Ímair como un "imperio unitario", pero una serie de señoríos gobernados por vínculos familiares cuyo concepto de unidad dependía de las circunstancias políticas del momento y el carisma de los caudillos. Especialmente, en el primer periodo, la riqueza de la mayoría de sus miembros se obtuvo bien como esclavistas o bien por los impuestos derivados, por lo que eran infames en aquel tiempo y tuvieron como gran antagonista en el siglo XII la Cogad Gáedel re Gallaib (guerra de los irlandeses contra los extranjeros).
Una de las más grandes dinastías de la Era vikinga, los Uí Ímair fueron en su momento los vikingos más temidos y poderosos de todas las islas anglo-célticas y quizás más allá. La dinastía pudo conservar su influencia en Escandinavia, y parte de Normandía, pero las fuentes sobre este asunto son escasas. No obstante, descontando la dinastía rúrica en oriente, los Uí Ímair fracasaron estrepitosamente al no poder conservar los bienes territoriales de una forma significativa por mucho tiempo, un error estratégico al margen de su considerable poder económico e influencia política.